# Kang Jae-Won
Kang Jae-Won, južnokorejski rokometaš, * 30. november 1965.
Leta 1984 je na poletnih olimpijskih igrah v Los Angelesu v sestavi južnokorejske rokometne reprezentance osvojil 11. mesto, medtem ko je leta 1988 osvojil srebrno olimpijsko medaljo.
Trenutno je selektor kitajske ženske rokometne reprezentance.